# Plumatella
Genre
Plumatella est un genre de bryozoaires de la famille des Plumatellidae.
Son nom provient du fait que, vu de près, les polypes donnent à une colonie dense un aspect « plumeux ».
Une partie de ces espèces est largement répartie dans le monde, une autre partie semble plus locale. 

## Liste d'espèces
Selon World Register of Marine Species (15 avril 2016) :
- Plumatella agilis (Marcus, 1942)
- Plumatella bigemmis (Annandale, 1919)
- Plumatella bushnelli Wood, 2001
- Plumatella casmiana Oka, 1907
- Plumatella crassipes Wiebach, 1974
- Plumatella emarginata Allmann, 1844
- Plumatella fruticosa Allmann, 1844
- Plumatella fungosa (Pallas, 1768)
- Plumatella ganapati Rao, Agrawal, Diwan & Shrivastava, 1985
- Plumatella geimermassardi Wood & Okamura, 2004[3]
- Plumatella incrustata Abrikosov, 1925
- Plumatella javanica Kraepelin, 1906
- Plumatella longa Abrikosov, 1925
- Plumatella longigemmis (Annandale, 1915)
- Plumatella marcusi Wiebach, 1970
- Plumatella marlieri Wiebach, 1970
- Plumatella mukaii Wood, 2001
- Plumatella nitens Wood, 1996
- Plumatella nodulosa Wood, 2001
- Plumatella patagonica Wiebach, 1974
- Plumatella princeps Kraepelin, 1887
- Plumatella pseudostolonata Borg, 1940
- Plumatella recluse Smith, 1992
- Plumatella repens (Linnaeus, 1758)
- Plumatella reticulata Wood, 1988
- Plumatella rieki Wood, 1998
- Plumatella ruandensis Wiebach, 1964
- Plumatella serrulata Lacourt, 1947
- Plumatella similirepens Wood, 2001
- Plumatella siolii Wiebach, 1970
- Plumatella stricta Allmann, 1856
- Plumatella suwana Wood, 2006
- Plumatella vaihiriae (Hastings, 1929)
- Plumatella velata Wood, 1998
- Plumatella vorstmani Toriumi, 1952[2],[4]

En raison de leurs besoins alimentaires ou de leur fragilité et vulnérabilité à la prédation (par certains poissons ou escargots), il est presque impossible d'élever ces espèces dans un aquarium normal. Mais des scientifiques ont réussi à maintenir ou cultiver des colonies pour les besoins de leurs études

## En Europe
La population de bryozoaire est encore incomplètement connue, mais par rapport aux autres bryozoaires d'eau douce, le genre Plumatella semble bien présent, voire dominant, au moins dans certaines régions ; Par exemple, pour la zone réunissant la Belgique, le nord de la France et le Luxembourg, J.A Massard & GA Geimer avaient en 1986 inventorié la faune des bryozoaires de cette région en y trouvant 9 espèces :
- Fredericella sultana (Blumenbach, 1779)
- Plumatella fruticosa Allman, 1844
- Plumatella emarginata Allman, 1844
- Plumatella casmiana Oka, 1907
- Plumatella repens (Linné, 1758)
- Plumatella fungosa (Pallas 1768)
- Hyalinella punctata (Hancock, 1850)
- Cristatella mucedo Cuvier, 1798
- Paludicella articulata (Ehrenberg, 1831)

On a ensuite comme dans de nombreuses autres régions européennes aussi vu apparaître Pectinatella magnifica (Leidy, 1851).

## Risques de confusion
À ne pas confondre avec 
- hydres
- Victorella
- Afrindella